# Quinigol

Logotipo de Quinigol.

Quinigol es un juego de azar español gestionado por Loterías y Apuestas del Estado. Se considera una variante del juego de La Quiniela, basado en acertar el número de goles que marcará cada equipo en una serie de partidos jugados por diversos equipos de fútbol, tanto clubes como selecciones nacionales.

## Reglas y premios
Cada semana en el boleto figurarán seis partidos diferentes con los nombres de los equipos que juegan. Cada apuesta tiene un precio de un euro, y se debe elegir cuántos goles marcará cada equipo entre cuatro opciones diferentes: 0, 1, 2 y M, significando esta última 3 o más goles. Una vez jugados todos los partidos, y sobre la base de cuántos partidos se ha acertado el resultado exacto de ambos equipos, se establecen las siguientes categorías de premios, que se reparten el 55% de la recaudación:
- 1.ª Categoría: 6 partidos acertados, ganando el 10% de la recaudación más posibles botes de la semana o semanas anteriores
- 2.ª Categoría: 5 partidos acertados, ganando el 9% de la recaudación
- 3.ª Categoría: 4 partidos acertados, ganando el 8% de la recaudación
- 4.ª Categoría: 3 partidos acertados, ganando el 7% de la recaudación
- 5.ª Categoría: 2 partidos acertados, ganando el 20% de la recaudación

En caso de varios acertantes en una misma categoría, se repartirán a partes iguales el total de la recaudación que les corresponda. En caso de no haber acertantes de primera categoría, el premio se acumularía como bote para la siguiente jornada. Si no hubiera acertantes de segunda, su premio engrosaria la tercera categoría. Si tampoco hubiera de tercera, el premio se acumularía en la cuarta, y si en la cuarta tampoco, el premio pasaría a la quinta. En el caso de que tampoco hubiera acertantes de quinta categoría, todo el montante de premios pasaría al bote de la jugada siguiente.
La edad mínima para participar en el sorteo es de 18 años.